# Philip Samson

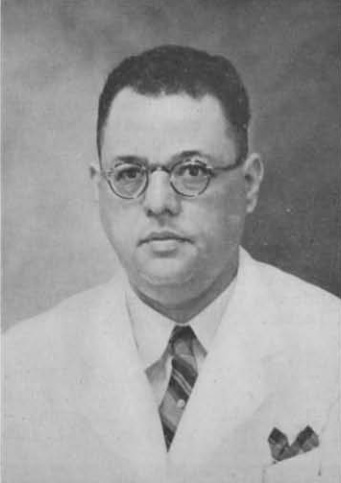
Ph.A. Samson

Philip Abraham Samson (Paramaribo, 28 april 1902 – Amsterdam, 27 juni 1966) was een Surinaams jurist en politicus.
Hij werd geboren als zoon van Abraham Philip Samson (1872-1959; apothekersleraar) en Harriet Elisabeth Morpurgo (1877-1945; zus van Alfred Morpurgo). In 1920 ging hij als tijdelijk surnumerair werken bij de griffie van het kantongerecht. Hij slaagde in 1924 voor het praktizijnsexamen waarna hij zich vestigde als praktizijn bij het Hof van Justitie. Bij tussentijdse parlementsverkiezingen in 1929 werd hij verkozen tot lid van Koloniale Staten (later hernoemd tot Staten van Suriname) en in 1932 werd hij daar vicevoorzitter. Hij zou tot 1942 zowel lid als vicevoorzitter blijven.
Kort na de Tweede Wereldoorlog waren er serieuze plannen van de Freeland League om tienduizenden Joodse vluchtelingen uit Europa te laten migreren naar Suriname (het Saramaccaproject). Een voorlopig voorstel daartoe was al goedgekeurd door de Staten van Suriname. Philip Samson, die voorzitter was van de Surinaamse Zionistenbond, was duidelijk tegenstander terwijl uitgerekend zijn broer Hans de Surinaamse vertegenwoordiger van de Freeland League was. In zionistische kringen, ook buiten Suriname, bestond grote weerstand tegen dergelijke plannen van de Freeland League omdat het de vestiging van een Joodse staat in Palestina zou kunnen dwarsbomen. Het uitroepen van de staat Israël betekende feitelijk het einde van dat project.
Philip Samson ging in 1962 in Amsterdam wonen. In 1966 was de publicatie van het 'Gedenkboek 100 jaar Staten van Suriname, 1866-1966' dat hij samen met Coen Ooft geschreven had. Dat jaar overleed Samson op 64-jarige leeftijd.